# قذيفة مدفعية

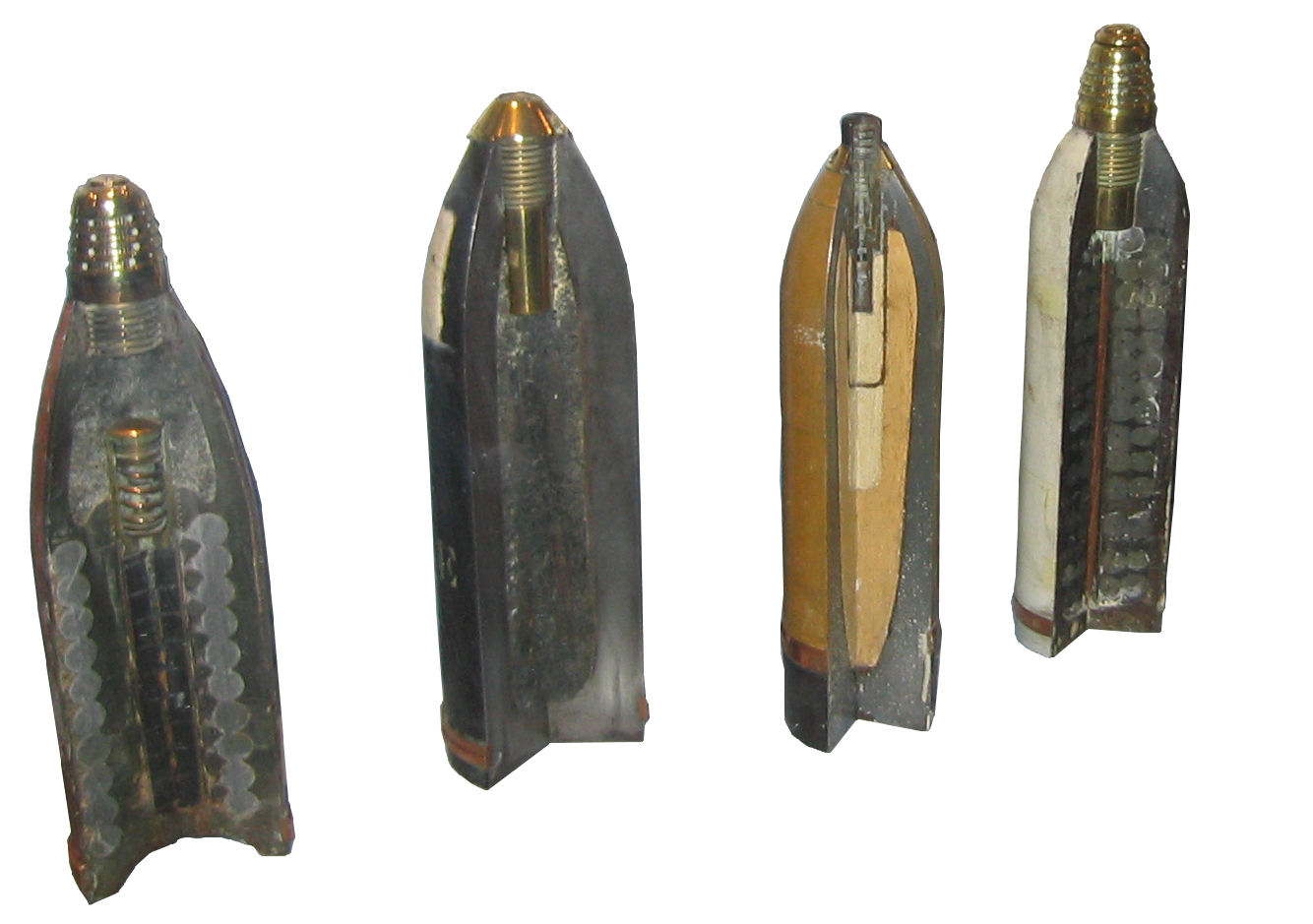
قذائف من الحرب العالمية الأولى.

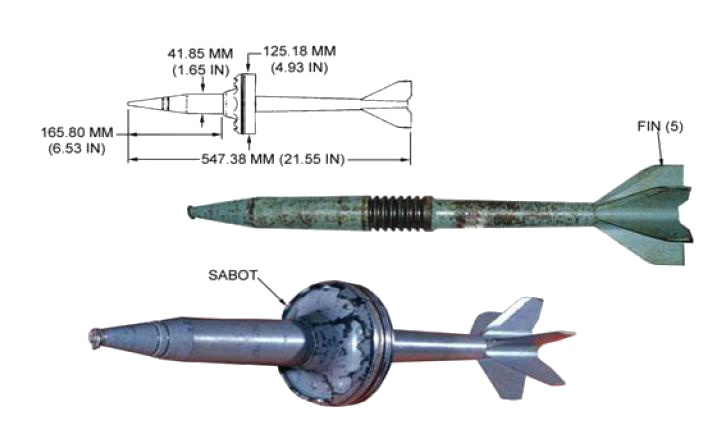
قذيفة مدفعية لدبابة سوفيتية من طراز 125 ملم.

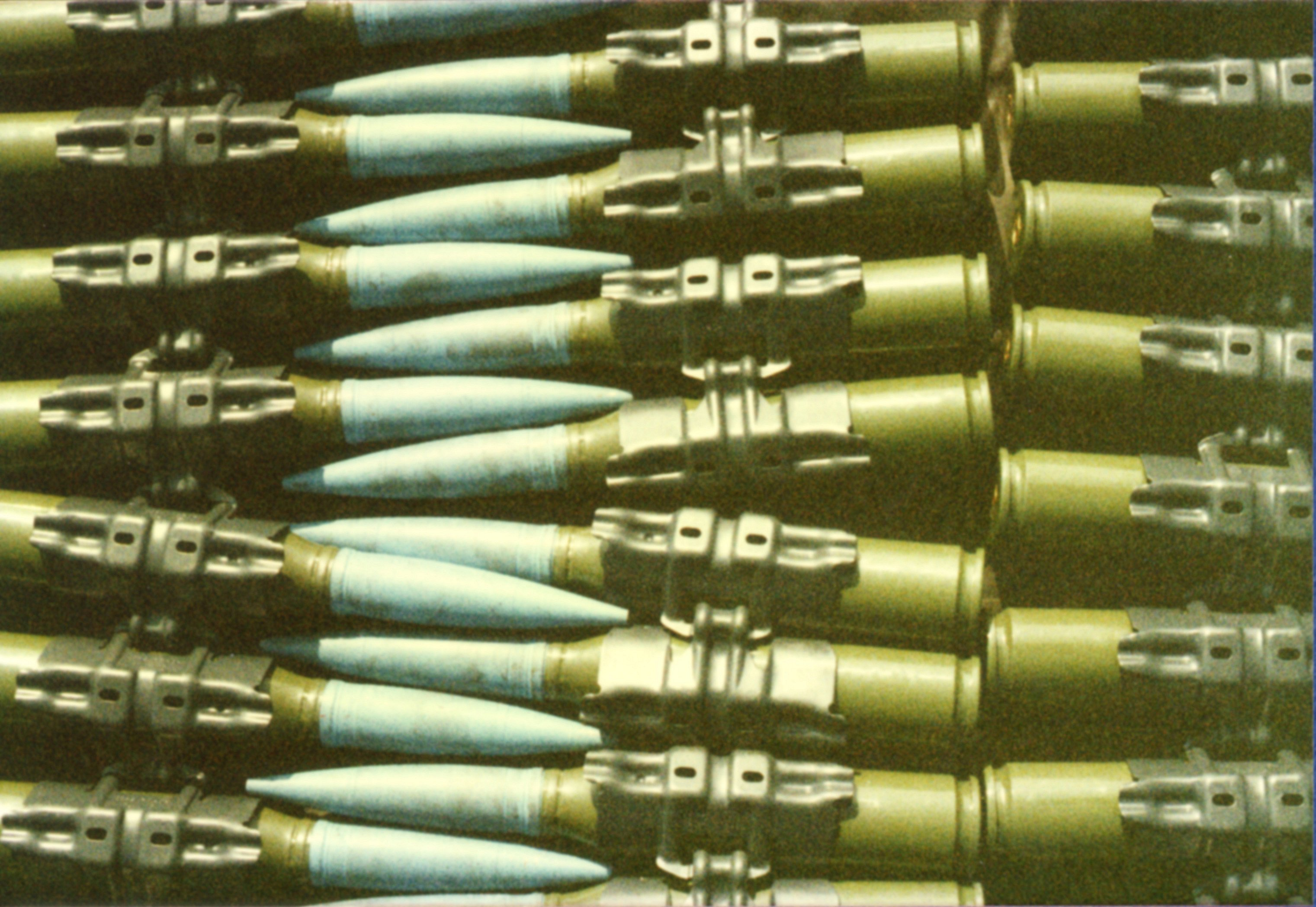
قذائف مدفع جوي ألماني 1980 من طراز 35 ملم.

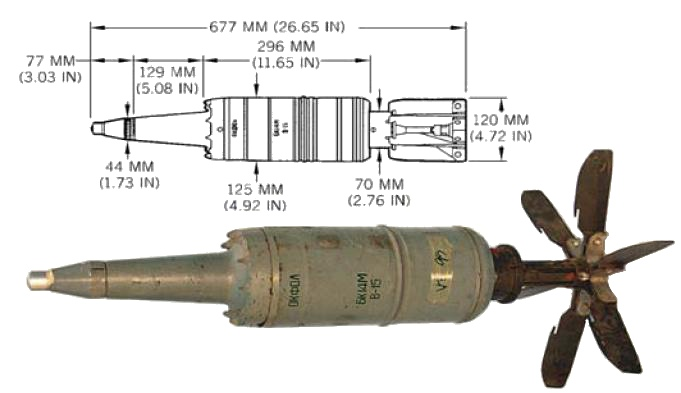
قذيفة مدفعية من طراز 125 ملم.

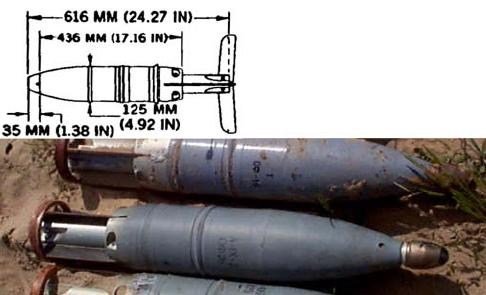
قنبلة عنقودية روسية من طراز 125 ملم وجدت في العراق.

القذيفة المدفعية ذخيرة تنطلق من المدافع وتشمل سائر الأسلحة تكون بسطانتها من عيار 20 ملم فأكثر. يتولى مهندس المتفجرات تصميم القذائف المدفعية بحجم معين وحشوة كافية لأداء مهام مرسومة في سلاحي المدفعية والدفاع الجوي. ويعود الفضل في اختراع القذائف المدفعية إلى الضابط الفرنسي بيير دي لاكلو عام 1795 حينما كان يركز تجاربه على مبحث القذفيات.الأسلحة ذات العيار الأقل من 20 ملم تصنف تحت بند الرصاص, يستعمل شيء شبيه بالقذائف المدفعية في صيد الأسماك بالرمح وتمثل أحد أجزاء تركيب القوس والنشاب.

## معرض صور

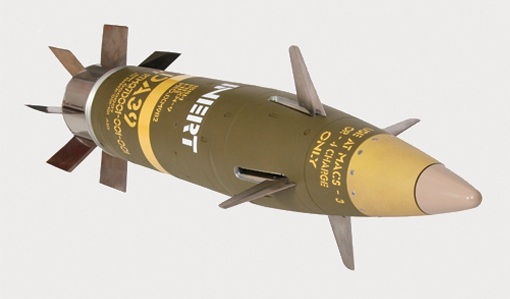
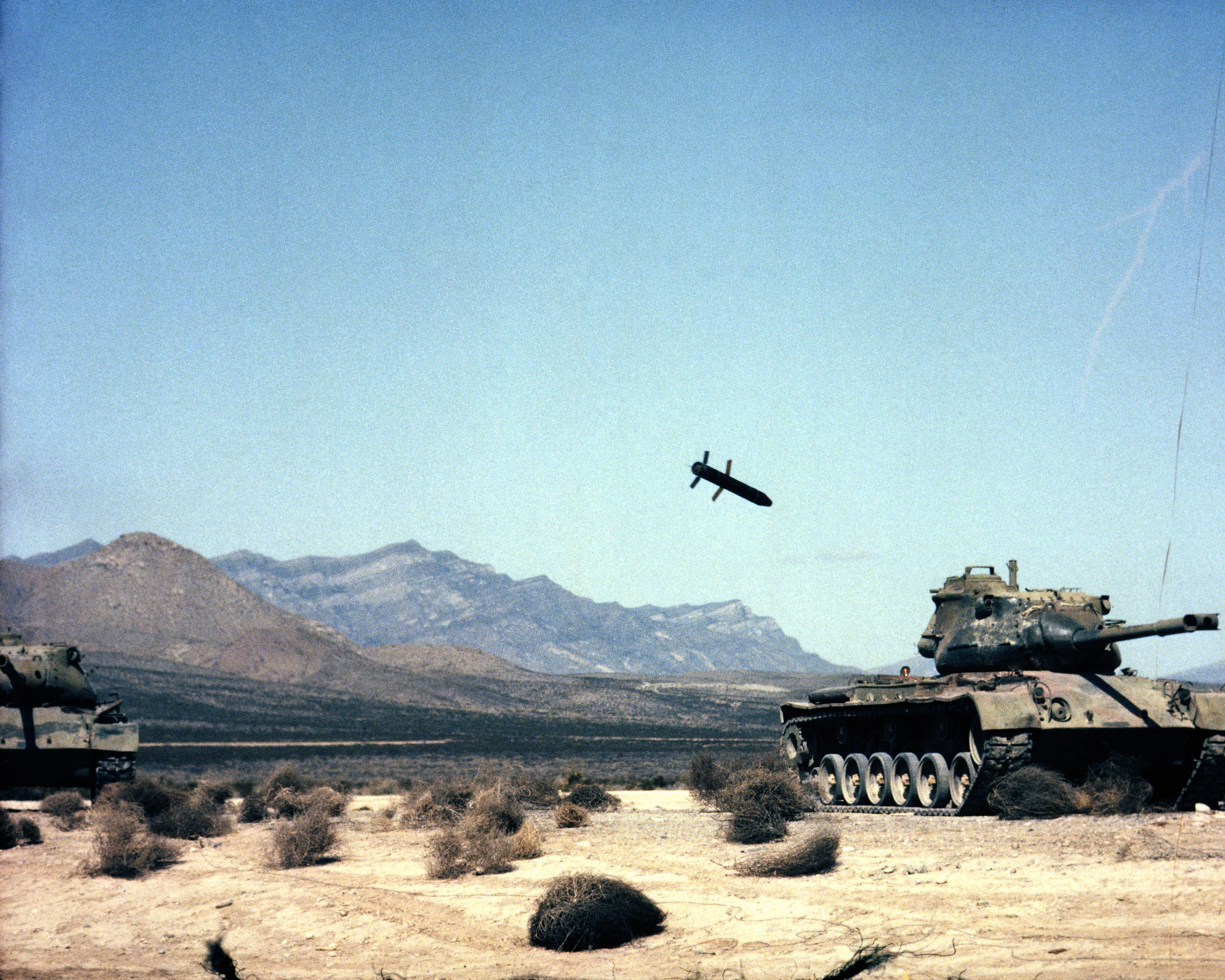
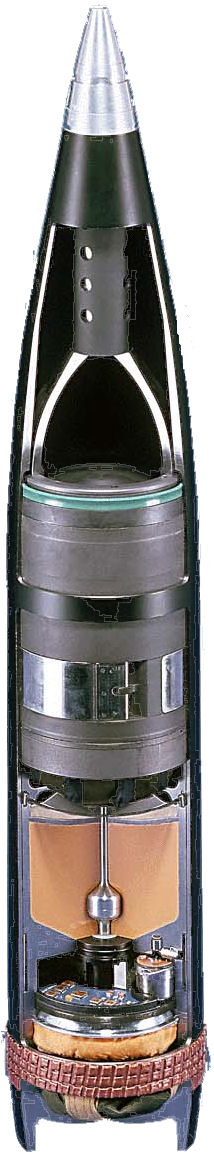